# Nirkko
Nirkko är en ö i Finland. Den ligger i sjön Alanen och i kommunen Rantasalmi i den ekonomiska regionen  Nyslotts ekonomiska region  och landskapet Södra Savolax, i den sydöstra delen av landet, 270 km nordost om huvudstaden Helsingfors. Öns största längd är 50 meter i öst-västlig riktning.